# Jan van de Cappelle
Jan van de Cappelle, nizozemski slikar in zbiratelj, * 1624, Amsterdam, † 1679, Amsterdam.
Jan van de Cappelle, tudi Capelle je bil nizozemski krajinski slikar samouk. Slikal je krajine, predvsem zimske motive in marine.